# Lutgart De Meyer
 (janvier 2025).
Si vous disposez d'ouvrages ou d'articles de référence ou si vous connaissez des sites web de qualité traitant du thème abordé ici, merci de compléter l'article en donnant les références utiles à sa vérifiabilité et en les liant à la section « Notes et références ».
Pour les articles homonymes, voir De Meyer.
Lutgart De Meyer est une artiste plasticienne belge née en 1924 à Geel. Elle dédie sa carrière à la céramique d’art, la céramique appliquée et, plus récemment, elle réalise des collages et sculptures à base de matériaux naturels, de textiles et d’objets de récupération. Entre 1958 et 1962, elle est membre du groupe d'artistes anversois G58.

## Biographie
Lutgart De Meyer est la deuxième fille de Maurits De Meyer (nl) et Maria née Janssens. Elle épouse en 1950 le graphiste et photographe Paul Ausloos. Ils auront deux enfants, avant leur divorce en 1965.

## Carrière professionnelle
Entre 1942 et 1951, Lutgart De Meyer étudie à l’Académie royale des beaux-arts d'Anvers (avec un passage à l’Académie de Bruxelles entre 1944 et 1945) où elle reçoit notamment l'enseignement d'Olivier Strebelle. Elle y pratique le dessin, la peinture, le design et la sculpture. La céramique n’y est alors pas une discipline officiellement enseignée. L’artiste y entame pourtant ses expérimentations dans ce domaine. Ces premiers travaux sont figuratifs, puis évoluent vers des créations plus abstraites.
Dans le contexte de l’Exposition universelle de 1958 à Bruxelles, elle fonde avec vingt-six autres artistes (elle et Louise Servaes en étant les deux seules femmes) le groupe G58. À leur demande, le bourgmestre anversois Lode Craeybeckx met à leur disposition d'abord des locaux au sein du petit château du Middelheim puis le grenier du bâtiment Hessenhuis. Le groupe y organise une série d’expositions mais aussi de performances, de spectacles de théâtre et de danse, de lecture de poème et de débats, entre 1958 et 1962, date de dissolution du groupe. Lutgart De Meyer contribue à quatre expositions collectives du groupe en 1958, 1959, 1960 et 1961. Elle côtoie dans ce contexte plusieurs figures de l’avant-garde dont Yves Klein et Jean Tinguely dont elle apprécie particulièrement le travail.
Dans les années 1960, après la dissolution du G58 et son divorce de Paul Ausloos, Lutgart De Meyer s’oriente vers les arts appliqués. Elle se consacre à la fabrication d’objets commercialisables en céramique, tels que des cendriers, des tables basses, des bijoux, des vases et des miroirs.
Elle revient toutefois à une pratique artistique dans les années 1970. Elle expérimente alors des combinaisons de céramique et de polyester. En 1988, elle participe à l’exposition Tuintaferelen (scène de jardin) à Kalmthout-Kapellen. Vers soixante quinze ans, à la fin des années 1990, elle abandonne la pratique de la céramique, médium qu’elle décrit comme étant devenu trop formel pour elle. Elle entame alors un travail de collage, d’assemblage et de sculpture intégrant des matériaux naturels (fruits secs, branchage, piles de bois) ou des matériaux de récupération glanés au gré de ses promenades urbaines et visites de marchés. Elle réalise notamment une série de collage à partir de morceaux de jeans usagés. En 2017, son travail est présenté dans le cadre de l'exposition collective Lost in Garbage de la fondation Verbeke.
En 2008, elle participe à l’exposition rétrospective du groupe G58 du musée Albert Van Dyck à Schilde, tandis qu'une exposition rétrospective lui est consacrée en 2019 à Anvers.

## Expositions
- 1958 : Première exposition du groupe G58, Hessenhuis, Anvers
- 1959 : Deuxième exposition du groupe G58, Hessenhuis, Anvers
- 1960 : Troisième exposition du groupe G58, Hessenhuis, Anvers
- 1961 : Quatrième exposition du groupe G58, Hessenhuis, Anvers
- 1988 : Tuintaferelen, Kalmthout-Kapellen 2008 - G58, Museum Albert Van Dyck, Schilde
- 2008 : G58, Museum Albert Van Dyck, Schilde
- 2017 : Lost in Garbage, Verbeke Foundation, Kemzeke
- 2019 : Exposition rétrospective, Anvers